# Сејм Државне заједнице Пољске и Литваније
Сејм Државне заједнице Пољске и Литваније био је сталешка скупштина Пољско-Литванске уније од 1569. до треће поделе Пољске 1795.

## Историја
Сејм краљевине Пољске (по предању основан 1180.) био је скупштина племства и свештенства, без присуства трећег сталежа, а од 1476. делио се на Сенат (савет великаша-горњи дом) и прави Сејм (доњи дом). Ова скупштина је након уједињења 1569. проширена посланицима из Литваније, Белорусије и Украјине.

## Овлашћења
Док је у почетку имао само саветодавну улогу, Сејм је приграбио законодавну власт након изумирања династије Јагелона: 1573. Сејм је изабрао за краља француског принца Анрија III (владао само 13 месеци), који је прихватио Анријеве уредбе (лат. Articula Henriciana), измену закона (лат. correctura iurum) којом је допуштено учешће свих племића у избору краља.

### Племићка демократија
Анријевим уредбама било је предвиђено да је краљ обавезан да сваке треће године сазове Сејм, на којем се одлуке могу доносити само уз једногласну сагласност представника племства. Био је довољан само један глас против, да се одлука не прихвати (лат. liberum veto). Без одобрења Сејма краљ није могао да објави рат, закључи мир, или мобилише општи феудални позив (пољ. pospolite ruszenie). Ако би краљ прекршио ове одредбе, племство је било ослобођено обавезе да му се покорава. Анријевим уредбама уведен је у Пољској и Литванији специфичан облик монархије - дворска демократија (Фридрих Енгелс), којом су до краја ојачана права владајуће феудалне класе, а тиме потпуно ослабљена централна власт.

### Последице
Liberum veto први пут је примењен 1652. Након тога, 48 од 55 заседања Сејма након 1652. прекинуто је без одлуке, "ветом" само једног посланика. Liberum veto био је резултат феудалног поноса: сваки земљопоседник сматрао се врховном влашћу на свом поседу, и никаква већина није могла наметнути своју вољу мањини, ма како малој. Резултат је био: потпуна локална независност и потпуна анархија у целини. Пошто су краљеви били потчињени Сејму, а Сејм "слободном вету", било каква доследна државна политика најчешће је била немогућа. 1661. краљ Јан Казимир рекао је своје мишљење Сејму:
"Дај Боже да испаднем лажни пророк! Али кажем вам да ако не нађете лек за садашње зло (тј. Liberum veto), Република ће постати плен странаца. Москови ће покушати да отцепе наше Руске покрајине можда чак до Висле. Пруска династија... ће покушати да заузме Великопољску. Аустрија ће се бацити на Краков. Свака од ових сила ће радије поделити Пољску, него да је освоји целу са таквим слободама какве ужива данас."
Ово пророчанство испунило се скоро дословно, поделама Пољске (1773—1795).